# Eufalconimorphae
Eufalconimorphae là một nhánh chim được đề xuất bao gồm chim biết hót, vẹt, cắt, cắt kền kền và cắt rừng. Nhánh này có sự hỗ trợ DNA toàn bộ bộ gen. Các loài thuộc nhánh này được ghi nhận là tạo ra lực khí động học trong quá trình bay lên để giúp tạo ra kiểu bay thẳng đứng.
Dưới đây là sơ đồ phát sinh chủng loại của nhánh Australaves:
|                  | Falconiformes (cắt)                                                                    |
|                  |                                                                                        |
| Psittacopasserae | \| \| Psittaciformes (vẹt) \| \| \| \| \| \| Passeriformes (chim biết hót) \| \| \| \| |
|                  | \| \| Psittaciformes (vẹt) \| \| \| \| \| \| Passeriformes (chim biết hót) \| \| \| \| |
|                  | Psittaciformes (vẹt)                                                                   |
|                  |                                                                                        |
|                  | Passeriformes (chim biết hót)                                                          |
|                  |                                                                                        |

|  | Psittaciformes (vẹt)          |
|  |                               |
|  | Passeriformes (chim biết hót) |
|  |                               |